# Lyle Talbot
Lyle Talbot (Lisle Henderson), amerikansk skådespelare, född 8 februari 1902 i Pittsburgh, Pennsylvania i USA, död 2 mars 1996 i San Francisco, Kalifornien i USA, känd bland annat från TV-programmet The Bob Cummings Show som sändes under 1950-talet.
Innan han filmdebuterade arbetade han bland annat med resande teatersällskap. Sin filmkarriär inledde han vid Warner Brothers under ljudfilmens barndom. Han spelade många biroller och även huvudroller i b-filmer. Han var med och grundade fackföreningen Screen Actors Guild. Under 1950-talet spelade han biroller bland annat i en rad filmer med The Bowery Boys samt flera av Ed Woods numera ökända filmer, såsom Plan 9 from Outer Space (1959). Hans sista filmroll var i Sunrise at Campobello 1960. Därefter arbetade han på teater och i TV-roller fram till 1980-talet. Han avled i sitt hem i San Francisco 1996.